# Proctocera
Proctocera es un género de escarabajos longicornios de la subfamilia Lamiinae. Fue descrito por Auguste Chevrolat en 1855.

## Especies
- Proctocera lugubris Thomson, 1858
- Proctocera quadriguttata Aurivillius, 1914
- Proctocera scalaris Chevrolat, 1855
- Proctocera senegalensis (Thomson, 1857)
- Proctocera vittata Aurivillius, 1913